# Triacastela
Triacastela è un comune spagnolo di 609 abitanti situato nella comunità autonoma della Galizia. È una località importante del Cammino di Santiago di Compostela